# Загарье (Пермь)
Загарье — деревня, вошедшая в состав города Перми. Ныне — улица Загарьинская и часть улицы Коломенская (дома № 13, 15, 17) в Свердловском районе. Деревня дала название дачным посёлкам, бурно развивавшихся в 1920-х и обозначенные на карте Перми 1940 года как Загарье 1-е, Загарье 2-е, Загарье 3-е и Загарье 4-е и второе название микрорайону Владимирский.

## История
Деревня Загарье упоминается в переписи Елизарова 1647 года. Спустя два века Загарье стала дачной деревней города Перми, к 1940 году появились посёлки Загарье 1-е, Загарье 2-е, Загарье 3-е и Загарье 4-е.

Загорье воспета Михаилом Осоргиным в рассказе «Земля». 
Совсем же близким именем кроме имени родного города было Загарье, маленькая лесная деревушка, куда мы всей семьей переселялись на летние месяцы… Иных дач и курортов в нашей провинции по тому времени ещё не было. Зато тут было бесконечно много земляники, малины, смородины, брусники, грибов, и воздух был хвоен.
С декабря 1941 года история Загарья неразрывно связана с основанным возле него крупного посёлка Владимирский, куда эвакуировался патефонный завод из города Владимира, его рабочие и их семьи.

## География
Находилась у реки Егошиха (Ягошиха). Рядом находился Егошихинский лог.
М. Г. Осоргин: «в Загарье на речке Егошихе».

## Население
В списках населённых мест Пермской губернии 1869 и 1904 года сообщается, что в Загарье было 7 и 20 дворов и 36 и 200 жителей соответственно. В середине 1920-х годов в деревне было 15 дворов с числом жителей 90 человек.

## Транспорт
Проходил Сибирский тракт, имелась железнодорожная ветка.